# Texas Wildcatters
Texas Wildcatters var ett amerikanskt professionellt ishockeylag som spelade i den amerikanska ishockeyligan ECHL mellan 2003 och 2008. Laget härstammar från Huntington Blizzard som anslöt sig till East Coast Hockey League 1993 och var i ligan fram till 2000 när laget upplöstes. Tre år senare uppstod laget på nytt i ECHL med namnet Texas Wildcatters och spelade sina hemmamatcher i Ford Arena i Beaumont i Texas. Det varade dock till 2008 när laget flyttades till Ontario i Kalifornien och blev Ontario Reign. 2015 gjorde städerna Ontario och Manchester i New Hampshire en rockad med varandra, Reign flyttades till Manchester och blev nya Manchester Monarchs i ECHL medan Manchester flyttade sitt AHL-lag med samma namn som ECHL-laget till Ontario för att vara det nya Ontario Reign och spela i AHL. De var samarbetspartners med Florida Panthers och Minnesota Wild i National Hockey League (NHL). Wildcatters vann aldrig ECHL:s slutspel (Kelly Cup).
De hade spelare som Anton Chudobin, Matt Kassian, Morten Madsen och Danny Taylor som spelade för dem.